# Правова система Норвегії
Правова система Норвегії — система правових явищ, що функціонує в межах норвезького суспільства.

## Становлення правової системи Норвегії
Правову систему Норвегії не можна віднести до романо-германської або англо-саксонської правової сім'ї, вона об'єднує риси обох систем та є представницею окремої, скандинавської («північної») правової системи.
Норвегія в епоху Середньовіччя, а саме у XII ст., визнавалася окремим королівством, однак вона поділялася на 4 тінга, які мали відносну самостійність. Вони складалися з об'єднання кланів, мали сталі звичаї, свої зібрання представників кланів тощо. Одними з найцінніших пам'яток права середніх віків є збірки «Закони гулатінга» (1150 р.) та «Закони фростатінга» (1190 р.) які видані двома із цих об'єднань.
Король Магнус, якого прозвали «покращувач законів», видав на основі цих Законів у 1274—1276 рр. перший загальнонаціональний звід законів «Закон землі», який поширював свою дію на землі, які були під владою Норвегії, Гренландію, Фарерські, Оркнейські та Шетландські острови. В цьому зводі регулювалися питання, які стосувалися правового положення церкви, та викладали основні норми кримінального, торговельного та земельного права. Місцеві міські збірки звичаїв були замінені загальнонаціональними правилами торгівлі та мореплавства, які були встановлені у 1276 р. «Законом міст», який доповнював раніше виданий «Закон землі». Ці кодифікації не змінювались впродовж століть, за винятком окремих положень.
Норвезька правова система завжди залишалася відносно самостійною навіть після того, як Норвегія перетворилась майже в звичайну данську провінцію. Це сталося після завоювання Норвегії Данією у 1380 р. Після цього норвезьке право було під сильним впливом данської правової традиції, оскільки більшість посад займали датчани та рішення, які виносили суди, можна було оскаржити у Верховному суді Данії. Король Данії вважався також і Королем Норвегії та інколи видавав закони для неї окремо, однак, вони часто збігалися з законами Данії. У 1602—1604 рр. була розроблена збірка законів на основі кодифікації Магнуса, яка була дещо покращена та до неї додавались закони, видані в Норвегії пізніше. Ця кодифікація називалась «Звід законів Короля Крістіана IV».
Наступний Король здійснив найбільш радикальну правову реформу, яка становить основу сучасної її концепції, не дивлячись на те, що дійсними залишаються не багато її положень. «Звід законів Короля Крістіана V» включав 6 книг, та вийшов у 1687 р. Основним джерелом для цієї кодифікації слугувало данське право, однак ще досить великий вплив визначали римська та норвезька правова традиція.
Після від'єднання від Данії та насильницького об'єднання зі Швецією (1814—1905 рр.) не була проведена кодифікація, а лише видавалися окремі закони. Норвезька кодифікація законів виконується кожні 2 роки, шляхом видання чинних норвезьких законів, починаючи з 1682 р. юридичним факультетом університету Осло.
Також, окрім законодавства, в Норвегії доволі велику силу мають звичаї, які також є джерелом права у Норвегії. Наприклад, в галуззі торгівлі вони виконують визначальну роль, також вони слугують доповненнями до діючих законів а також у разі відсутності відповідних законів, можуть регулювати суспільні відносини.
Важливим джерелом права в Норвегії є також рішення Верховного та інших судів, які ретельно вивчаються суддями при виникненні схожої ситуації, тобто джерелом права норвезької правової системи також визнається судовий переконливий прецедент. Але у рішенні повинно бути зазначено що Верховний суд Норвегії прагне не до формування узагальнених правових норм, а формування положень, які відносяться до конкретних обставин конкретної справи.
Роботи вчених-юристів, які трактують рішення суду або законопроєкти, а також матеріали обговорення законопроєктів, які допомагають виявити наміри законодавця, що є інколи визначальним предметом дискусії по конкретній справі, також відіграють важливу роль для норвезької правової системи.
Законодавчі акти, які видаються з кінця XIX ст., що регулюють відносини, які до цього регулювались винятково судовими прецедентами та звичаями, посідають важливе місце у системі джерел права Королівства Норвегія.
Існують комітети з представників скандинавських держав, що розробляють законопроєкти задля зближення правових систем скандинавських країн, які потім вносяться окремо до уряду окремих країн на розгляд. На теперішній час є тенденція зближення торговельного, сімейного, морського та спадкового права та інш. Ця тенденція бере свій початок з 1880 р.
Юридичний факультет університету Осло є основним центром дослідження права у Норвегії.

## Галузі права Королівства Норвегія

### Цивільне та суміжні з ним галузі права
У 1954 р. була створена комісія з розробки кодифікації цивільного права, однак вона свої обов'язки не виконала, і дотепер цивільне законодавство некодифіковане. Основні закони, які регулюють цю галузь, розроблені комітетом представників скандинавських держав. Вони видані переважно у XX ст. Серед них такі законодавчі акти: Закони про торговельне мореплавство (1907 р.), купівлі-продажу (1907 р.), договори (1918 р.), нерухомість (1935 р.), страхування (1930 р.), ціни, конкуренцію та монополію (1953 р.), корпорації (1957 р.), гроші та кредитування (1961 р.), зобов'язання, які виникають з правопорушень (1969 р.) та інші. Особливістю норвезького права є те, що деякі питання, які в більшості країн відносять до торговельного, у Норвегії відносять до цивільного.
Ці закони доповнюються часто принципами, які були спричинені судовими прецедентами. У сферу зобов'язань, які виникають з правопорушень, наприклад, було додано принцип строгої відповідальності, який означає, що доказ провини особи, яка спричинила збиток, не потрібен. Або наймача, який зобов'язаний відповідати за дії своїх підлеглих. Також, в законах про компанії, відсутні норми, які регулюють відносини учасників компаній з необмеженою відповідальністю, але ці відносини регулюються судовими прецедентами.
Норвегія серед скандинавських країн була першою, яка почала видавати закони, які спричинили появу прогресивних принципів у галузі сімейного законодавства, прийнявши, наприклад: Закон про сімейну власність 1927 р., який закріпив повну рівність прав кожного з подружжя на власність; Закон про шлюб та розлучення 1918 р. з поправками 1969 р., який прирівнював цивільний шлюб до церковного, а також встановлював досить ліберальні правила розлучення; Закон про дітей 1956 р., в якому позашлюбні діти зрівнювалися у правах з закононародженими; Закон 1927 р., в якому описується процес усиновлення; Закон про спадщину 1972 р., в якому закріплюються права одного з подружжя, який пережив іншого та нащадків по прямій лінії на спадщину незалежно від того передається спадщина по закону або ж по заповіту.
На підприємствах, з кількістю робітників більше 200, повинні створитися об'єднанні ради підприємства, які включають представників профспілки, якщо до неї входить 2/3 робітників а також представників адміністрації, що встановлено Законом про виробничу демократію 1976 р. Також, Закон про захист робочих та виробничого середовища 1977 р., встановлює, що звільнення може відбутися тільки через «справедливу причину». Також закони встановлюють виплату надбавок до заробітної платні з урахуванням кількості дітей. Тобто, трудове законодавство в Норвегії регулюється відповідними законами а також колективними договорами між робітниками та підприємцями або між об'єднаннями підприємств.
В Норвегії діє розгалужена система соціального забезпечення, яка включає виплату пенсій по старості та інвалідності, виплату допомоги безробітним, вдовам та сиротам. Ця система бере початок з кінця XIX — початку XX ст. А після Другої світової війни вона була значно розширена. Кошти надаються з бюджетів місцевого самоврядування та центральної влади, але основну масу надходжень надають страхові виплати робочих та підприємців.
Велику увагу уряд Норвегії приділяє до захисту оточуючого середовища, це втілюється у таких законах, як: Закон про охорону природи 1970 р., про відпочинок на відкритому середовищі 1957 р., Закон про «дику природу» 1981 р. та інші закони, які регулюють рибальство та полювання. Окрім цього Міністерство оточуючого середовища видає власні інструкції, які також регулюють цю галузь.

### Кримінальне право та процес
На відміну від інших галузей права кримінальне є давно кодифікованим. Перша кодифікація кримінального права Норвегії відбулася у 1842 р. Проєкт діючого КК розробив професор університету, потім — з 1887 р. Генеральний прокурор норвезький криміналіст Ґетце. Цей КК займає важливе місце в історії кримінального законодавства. Загалом, він відповідає стандарту трактування інститутів Загальної та Особливої частин, але він відображав ідеї соціологічної школи кримінального права, і був одним з перших кодексів зв цим показником. Усі злочинні діяння поділяються на проступки та злочини — правопорушення, які караються строком обмеження волі більш ніж 3 місяці. Завдяки цьому поділу визначається підсудність справи та інші моменти. КК 1902 р. визначальним ще тим, що він містить положення, які застосовуються до рецидивістів та психічно неповноцінних осіб. До них застосовувалися позбавлення волі на невизначений термін превентивного ув'язнення або у медичних установах. Однак, цей КК містить також і ліберальні норми, наприклад умовний строк, або відстрочка винесення або виконання вироку. Існують і доповнення до КК, наприклад, виданий у 1900 р. Закон про відповідальність за бродяжництво, жебрацтво і пияцтво. Після цього КК неодноразово змінювався. Також при Міністерстві юстиції, діє постійна комісія з оновлення кримінального законодавства.
Остання смертна кара за злочин відбулася за часів нацистської окупації — у 1948 р., а за загальнокримінальні злочини у 1876 р. Відміна смертної кари відбулася за загальнокримінальні злочини у 1902 р. та за злочини у 1979 р.
За традицією норвезького права, питання судоустрою та процесу регулюються великими законодавчими актами з широкою сферою впливу. У 1887 р. був прийнятий КПК, а у 1915 р. — ЦПК, разом з яким був прийнятий Закон про суди, який регулює діяльність як цивільного, так і кримінального судочинства.

## Судова система та органи контролю Норвегії
Ще у XVII ст. був затверджений Верховний суд, який складається з 2-х палат. В систему входять 17 суддів, які розподілені на 2 палати. Очолює суд Голова, або ж, як його називають у Норвегії — юстиціарієм. Суд є кінцевою ланкою в системі судів Королівства Норвегія. Однак, при розгляді цивільної справи враховуються всі юридичні та фактичні аспекти справи, в той час при розгляді кримінальної справи — тільки питання, які пов'язані з процесуальними порушеннями та застосуванням норм права. Розглядає суд скарги на рішення та вердикти нижчих судів у складі колегій, які можуть бути цивільними — по 3 судді, або ж кримінальною — у складі 5 суддів.
Однак, Верховний суд в, основному, фактичні обставини справи не змінює. Це пов'язано з тим, що суд не заслуховує докази та пояснення свідків та сторін усно, а робить це винятково в письмовому порядку.
Голова Верховного суду призначає 3 суддів, які утворюють Спеціальний перевірочний апеляційний комітет, який функціонує у складі Верховного суду. Цей комітет розглядає попередньо всі скарги на рішення нижчих судів. Має дуже широкі повноваження, серед яких: зміна або відміна рішення по кримінальній справі, що розглядалися в нижчих судах, також може направити скаргу по цивільній справі на рішення нижчого суду безпосередньо до Верховного суду, оминаючи попередні інстанції, також може не допустити скаргу по цивільній справі, якщо вона не проходить грошовий ценз у розмірі 12 тис. крон, або з іншої причини.
Осло, Скін, Берген, Тромсе, Тронгейм — у цих містах діють провінційні суди, які виконують апеляційні функції. Якщо сума цивільного позову не менше 2 тис. крон, то суд, у складі колегії з 3 суддів розглядає цю скаргу. Також можуть залучатися до судочинства й непрофесійні судді, наприклад, у справі, пов'язаній з торгівлею або мореплавством, але вони повинні мати відповідні знання, або ж при клопотанні сторін або рішенню суду може до процесу долучатися 2 або 4 непрофесійні судді. Ці суди виконують апеляційні функції по цивільним або кримінальним справам, або, функції першої інстанції при особливій категорії кримінальних справ.
У провінційних судах кримінальні справи в рамках першої інстанції розглядаються якщо було клопотання органів обвинувачення або ж коли термін позбавлення волі перевищує строк 5 років. Кримінальні справи розглядаються у складі 3 професійних суддів та 10 присяжних, при чому для винесення вердикту обвинувачення потрібно мінімум 7 голосів присяжних. Вирок по кримінальній справі можна оскаржити тільки в питанні визнання підсудного винним та справа розглядається по суті.
Основну ланку судової системи складають окружні та міські суди, яких у Норвегії близько 100. Основна маса цивільних та кримінальних справ розглядається саме в цих судах, окрім тих справ, які підсудні спеціальним судам. Для справ, які пов'язані з мореплавством або нерухомістю обов'язковим є склад суду з 2-х непрофесійних суддів та 1-го професійного, такий же склад можливий й у інших справах по клопотанню сторін. Особливістю норвезького судоустрою є наявність Погоджувальної ради, в якій сторони повинні намагатися примиритися перед безпосереднім зверненням до суду. Погоджувальна рада діє у складі 3 членів, які не є юристами та обираються на 4-и роки. Вони діють при кожному муніципалітеті. Рішення Погоджувальної ради може бути оскаржено у судовому порядку та мають вони силу, ідентичній силі судового рішення. Існують деякі категорії справ, які не підлягають до розгляду у Погоджувальній раді, наприклад: звернення до держави та муніципальної ради, справи по встановленню батьківства, речові спори та деякі інші.
Окрім справ, які підсудні провінційним судам, окружні та міські суди розглядають всі кримінальні справи як перша інстанція. Справи у цих судах розглядаються колегією суддів у складі 1-го професійного та 2-х непрофесійних суддів. Вони вирішують справи по всім крадіжкам, шахрайству та іншим злочинам, пов'язаним з речовим правом. Також цим судам підсудні справи по правопорушенням неповнолітніх до 18 років. Однак, на відміну від колегіального вирішення справи, рішення про передачу справи до суду ухвалює суддя одноособово, також одноособово розглядає справи по проступкам.
Також в Норвегії функціонують і спеціальні суди, які вирішують питання в різноманітних галузях і в ієрархії судової системи є рівними судам першої інстанції. Загалом, всі вони складаються з колегії суддів у складі 1 професійного та 2-х непрофесійних суддів. Рішення цих судів можуть бути оскаржені у провінційних або у Верховному судах. Діють, серед інших, наприклад такі спеціальні суди, як: суди з питань публічного управління (розглядають справи, пов'язані з управлінням майна подружжя, яке розлучається, померлих, банкрутів тощо); також існують суди, які розглядають кримінальні та цивільні справи що пов'язані з рибальством; також існують суди по справам про опіку, по справам про житлові питання, в цих судах вирішуються спори про оренду квартир, домівок тощо. Ієрархія суддів в цих судах зазвичай відрізняється від стандартної та є досить своєрідною.
У 1927 р. був створений Суд по трудовим справам, який слугував апеляційною інстанцією для справ, пов'язаних з трудовими спорами, які виносять міські та окружні суди. Початок функціонування цього суду поклав Закон про трудові спори 1927 р.. Особливістю цього суду є те, що, окрім професійних суддів до складу входять представники підприємців та профспілок. Рішення цього суду може бути оскаржено у Верховному суді. За прикладом цього суду був створений у 1952 р. в Осло спеціальний Суд по трудовим конфліктам, основною функцією якого було попередження страйків та бойкотів, які могли відбутися лише після закінчення слухання справи у суді.
Також цікавим моментом в судовій системі Королівства Норвегії є наявність особливого Суду імпічменту. До його стану входять 10 членів другої палати парламенту та 5 членів Верховного суду. Цей суд скликається досить рідко, інколи раз та декілька десятиліть. В його компетенції розглядати справи, які висунуті проти членів уряду, парламенту або Верховного суду.
Скарги на рішення адміністративних органів, уряду та Корони в тому числі, подаються до загальних судів, тому що в Норвегії відсутні суди адміністративної юстиції, але, судова практика виробила таке неписане правило. Однак існує виняток для деяких адміністративних органів, скарги на акти яких розглядає Суд державного страхування.
Для того, аби займати посаду судді, потрібно скласти відповідний іспит з юридичних дисциплін в системі цивільної служби, наявність відповідного досвіду роботи (наприклад робота судді нижчого суду, прокурора, адвоката) та 25 років або 30 (для Верховного суду). Але, на практиці цей вік вищий за мінімально дозволений, і середній вік судді — 45 років, або ж більше 45 років для судді Верховного суду. Призначаються судді Королем за поданням міністра юстиції на пожиттєвий строк з виходом на пенсію при досягненні 70-річного віку. Непрофесійні судді для окремої справи обираються суддею з числа підібраних для цього осіб, які обираються кожні 4 роки муніципальною радою.
Зазвичай, саме поліція веде розслідування кримінальної справи. Якщо справа йде про проступок, за який визначається штраф або ув'язнення до 3 місяців, поліцейські начальники можуть обмежитися «застереженням», або призначенням штрафу без відправки справи до суду. Обвинувачений може відмовитися від сплати штрафу та домогтися розгляду справи в судовому порядку. Кримінальне переслідування здійснюється поліцейськими службовцями або окружними прокурорами, яких ще називають «державними адвокатами». Останні призначаються для більш серйозних кримінальних спав та мають повноваження обмежитися «застереженням», призначити штраф, або, коли виконані відповідні умови, відстрочити пред'явлення судового вироку. Окружний прокурор має також повноваження для відміни постанов поліції та давати вказівки поліцейським органам, також він здійснює нагляд за роботою поліції.
Генеральний прокурор розслідує найбільш тяжкі кримінальні справи, наприклад, коли обвинуваченому загрожує пожиттєвий строк позбавлення волі. Серед інших повноважень Генерального прокурора є нагляд за роботою окружних прокурорів.
Міністерство юстиції видає дозвіл або права адвоката особам, які хочуть представляти сторони в цивільному процесі або виступати у ролі захисника в кримінальній справі. Для цього потрібно внести відповідне страхове забезпечення, скласти іспит, який був встановлений для цивільних службовців, мати вище юридичну освіту тощо. Для представництва в провінційних та Верховному судах потрібно відповідати більш високим вимогам, та мати відповідні звання — «адвокат при провінційному суді» та «адвокат при Верховному суді».
Всі випадки «несправедливості» зі сторони центральної або місцевої влади або окремих державних службовців по відношенню до громадян розслідує за своєю ініціативою або ж за скаргами громадян Омбудсмен, який обирається кожні 4 роки Парламентом. Ця посада була введена в Королівстві Норвегія у 1962 р. Заключення Омбудсмена не є обов'язковими для виконання адміністративними органами, але вони мають доволі велику силу, і на практиці вони спричиняють до відміни рішень адміністративними органами.